# Inka (namn)
För andra betydelser, se Inka.
Inka är ett kvinnonamn.
Den 31 december 2014 fanns det totalt 82 kvinnor folkbokförda i Sverige med namnet Inka, varav 58 bar det som tilltalsnamn.
Namnsdag: saknas